# Christian Gottlieb Kühn

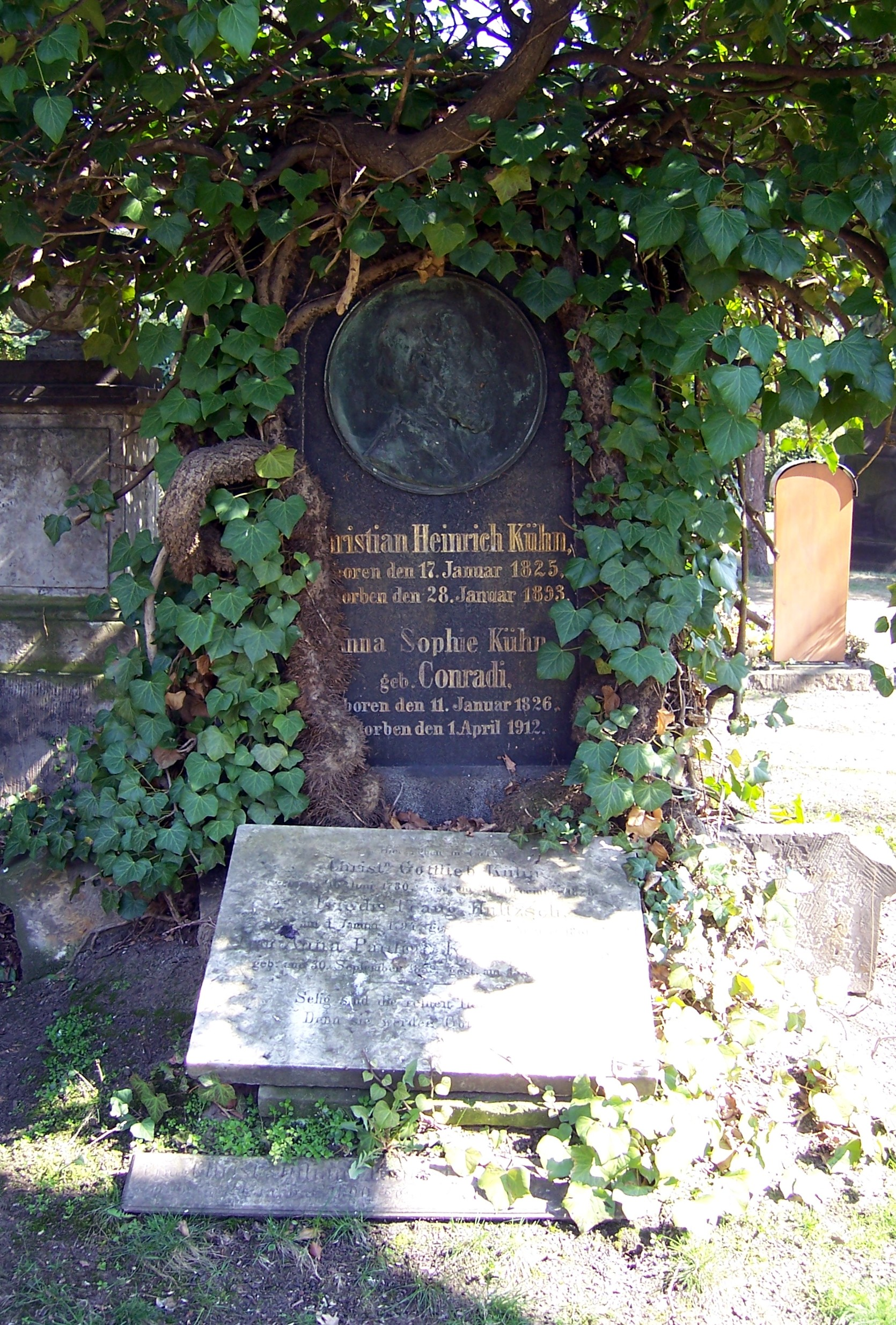
Grab von Christian Gottlieb Kühn (liegende Platte) auf dem Trinitatisfriedhof in Dresden.

Christian Gottlieb Kühn (* 16. Juni 1780 in Dresden; † 20. Dezember 1828 ebenda) war ein deutscher Bildhauer.

## Leben
Kühn erhielt seine Ausbildung bei Franz Pettrich. Nach Reisen durch Italien arbeitete Kühn seit 1803 in Dresden und wohnte in der Rampischen Gasse Nr. 48. 1813 kaufte er ein kleines Haus am Gondelhafen. Dort übernahm er das Atelier des Bildhauers Friedrich Andreas Ullrich. 1824 zog er in das Haus seines Vaters auf der Äußeren Rampischen Gasse (heute: Pillnitzer Straße). Ein mehrere Meter langes Relief an der Toreinfahrt, das Kühn 1826 schuf, befindet sich heute im Restaurant der Semperoper in Dresden.
Kühn war mit Juliane Mäcke verheiratet, der Ehe entstammte Sohn Heinrich (1825–1893), der Vater des Fotografen Heinrich Kühn. Nach dem Tod Christian Gottlieb Kühns heiratete Juliane Mäcke Traugott Hultsch; dieser zweiten Ehe entstammten der Politiker Theodor Hultzsch und der Philologe Friedrich Hultsch.
Kühn starb 1828 in Dresden. Sein Grab befindet sich auf dem dortigen Trinitatisfriedhof.

## Werke
Kühn arbeitete vorwiegend als Bildhauer von Grabsteinen. Eine seiner bekanntesten Grabplastiken ist die Jungenfigur Trauernder Genius mit verlöschender Fackel, die sich ursprünglich auf dem St.-Pauli-Friedhof befand, dann auf den Kirchfriedhof der Loschwitzer Kirche überführt wurde und heute aus Witterungsgründen in der Kirche selbst aufgestellt ist. Bis 1863 befanden sich an der Treppe der Brühlschen Terrasse zwei Sandsteinlöwen, die Kühn 1814 geschaffen hatte. Sie mussten Johannes Schillings Vier Tageszeiten weichen und befinden sich heute im Großen Garten. Kühn schuf zudem das Moreau-Denkmal auf der (heutigen) Räcknitzhöhe, das Gottlob Friedrich Thormeyer entworfen hatte. Auch eine Kopie des Brückenmännchens, die aus dem Jahr 1814 stammt von ihm.

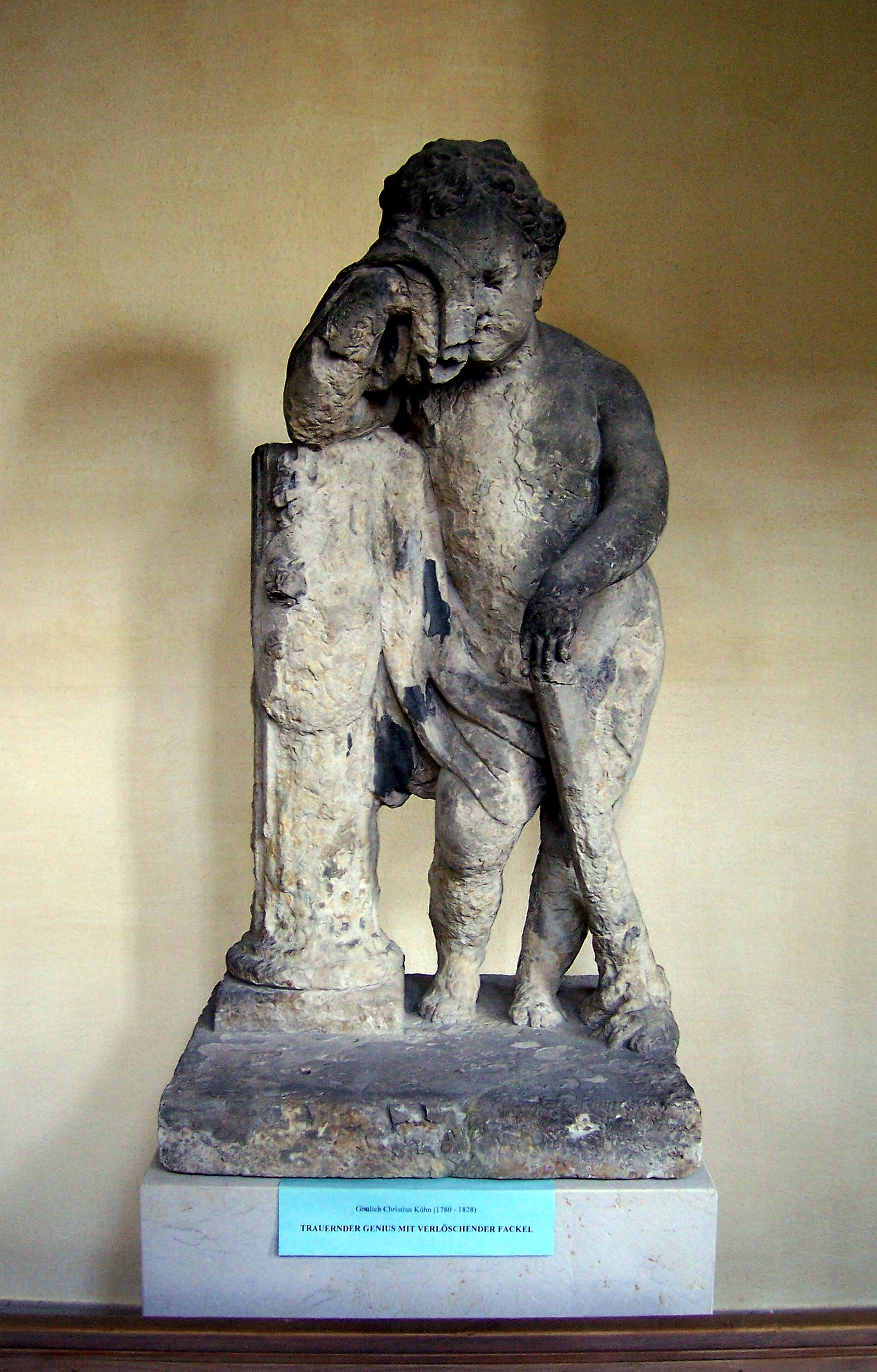
Trauernder Genius mit verlöschender Fackel in der Loschwitzer Kirche
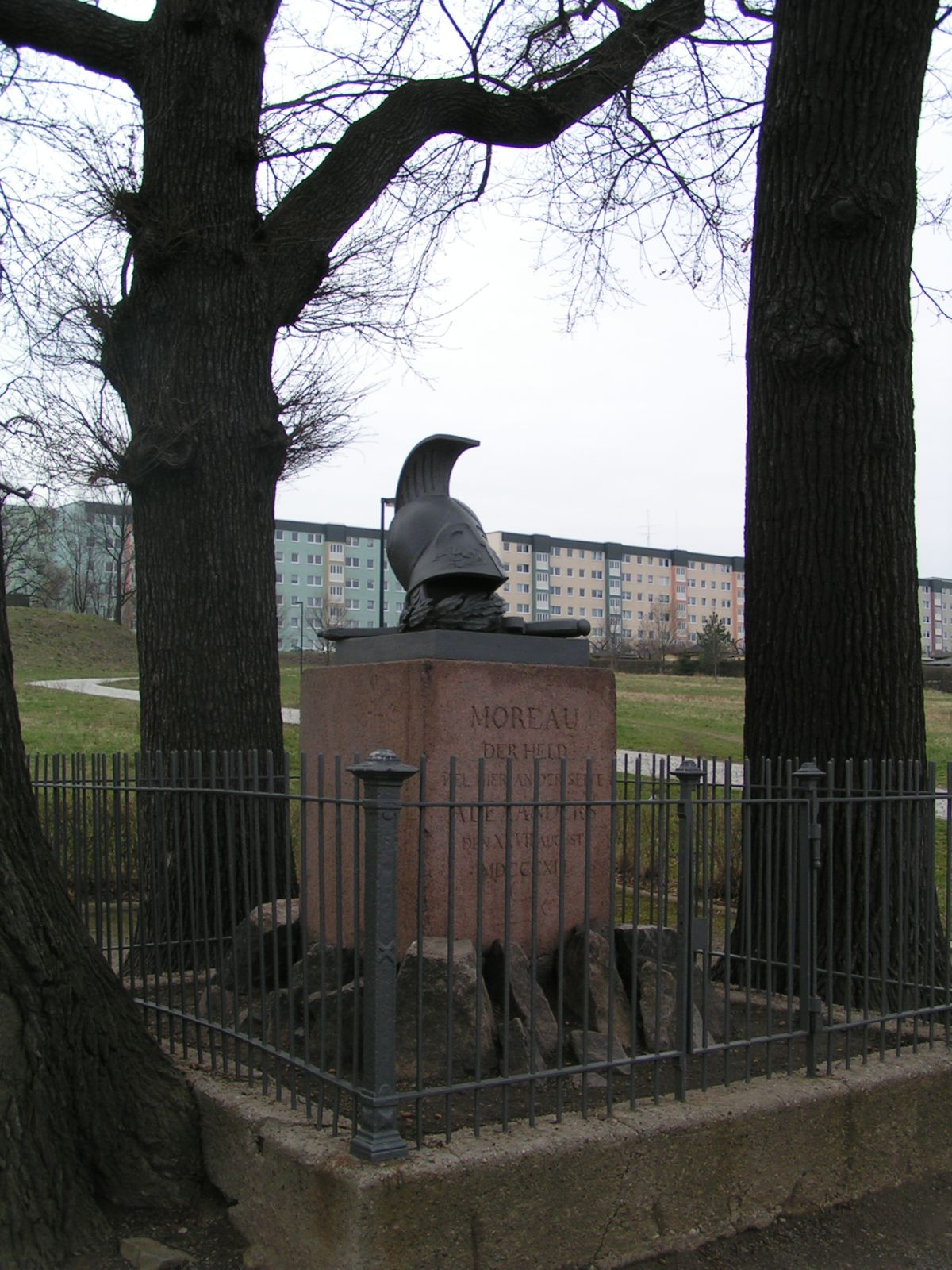
Dresdner Moreau-Denkmal
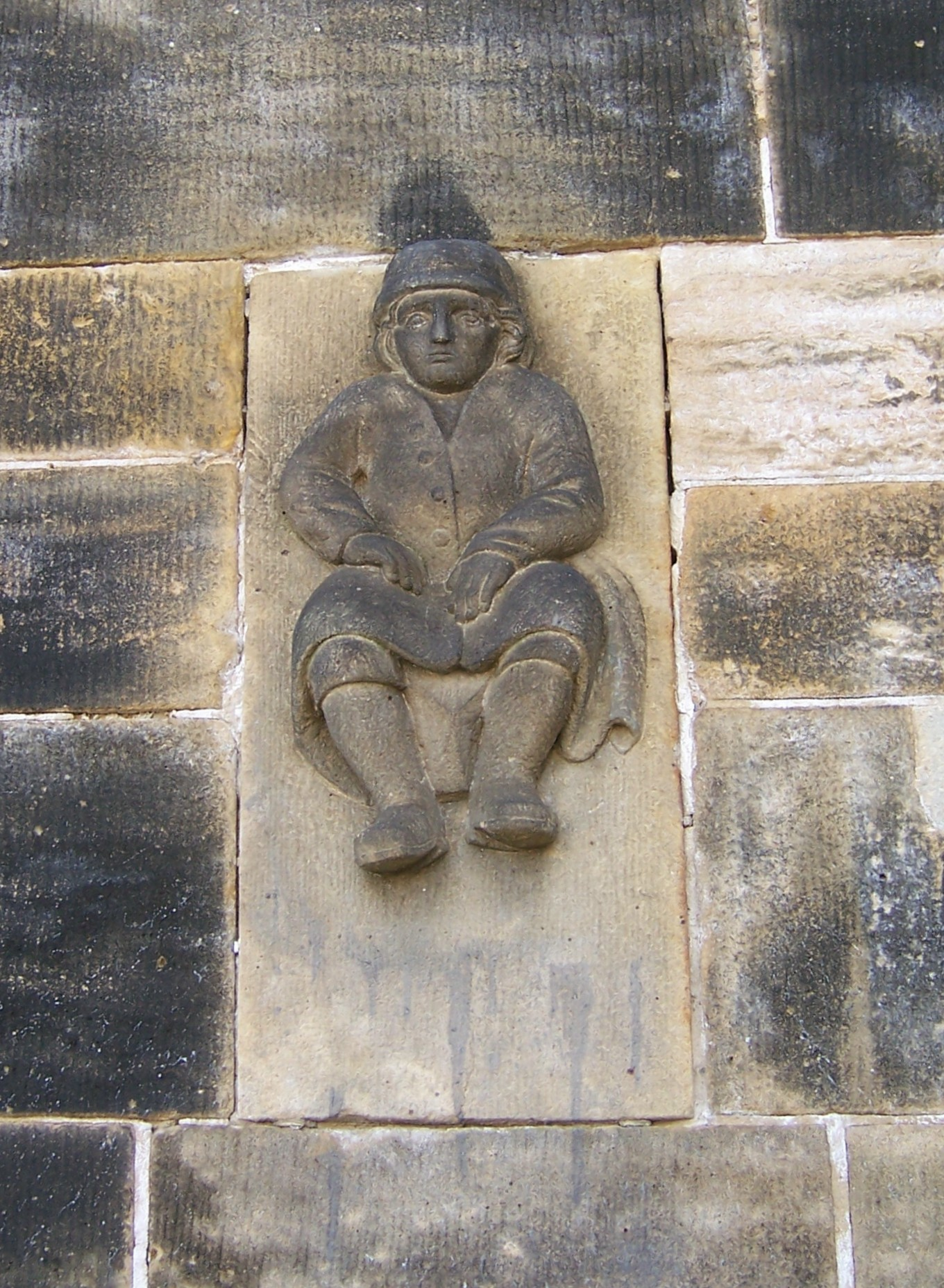
Brückenmännchen an der Augustusbrücke
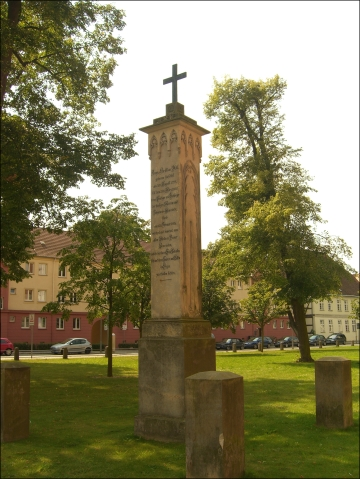
Boll-Denkmal (1818) in Neubrandenburg nach einem Entwurf von Caspar David Friedrich (1818)

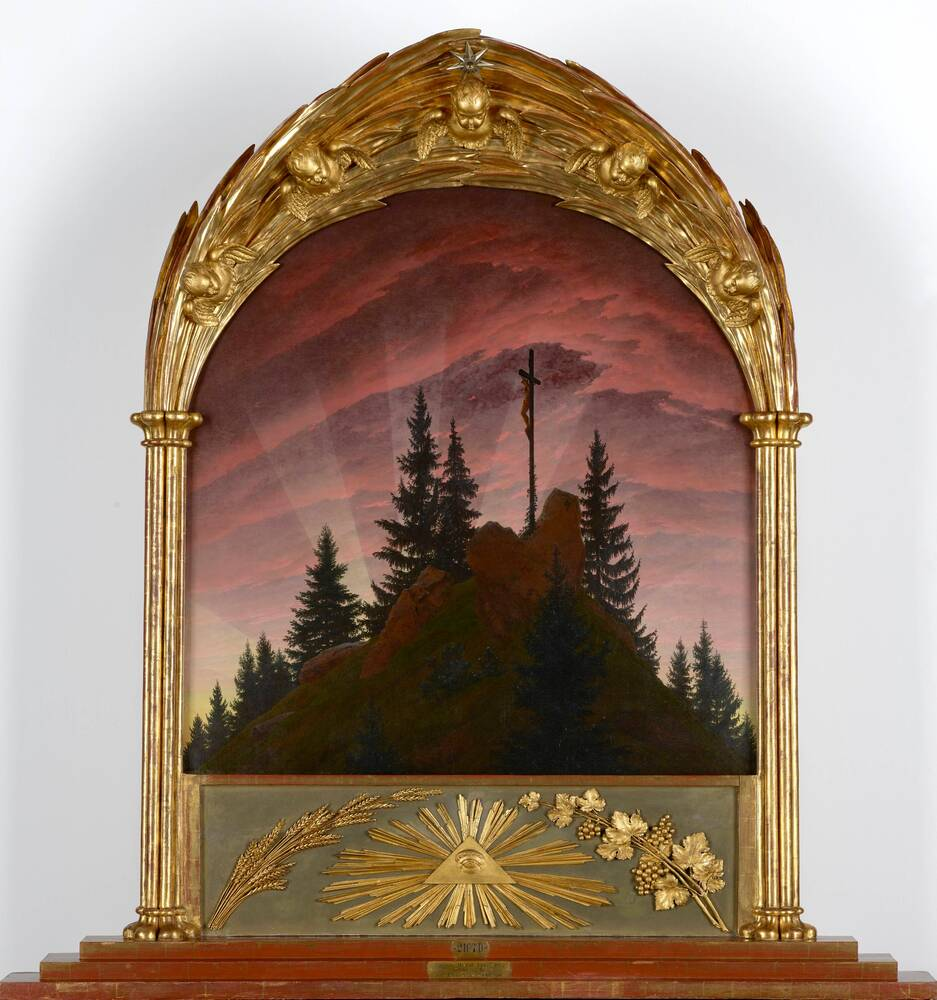
Caspar David Friedrich: Tetschener Altar, 1808

Kühn war eng mit dem Maler Caspar David Friedrich befreundet, von dem er eine Porträtbüste klassizistischer Manier fertigte, die heute im Museum der Dresdner Romantik in Dresden ausgestellt ist. Er schnitzte 1808 den goldenen Rahmen für Friedrichs Gemälde Kreuz im Gebirge, das als Tetschener Altar zu einer Ikone der Kunst der Romantik wurde. 

„Der Rahmen ist nach Herrn Friedrichs Angabe von Bildhauer Kühn gefertigt worden. Zur Seite bildet der Rahmen zwei gotische Säulen. Palmzweige steigen daraus empor und wölben sich über dem Bilde. In den Palmzweigen sind fünf Engelsköpfe, die alle anbetend niederschauen auf das Kreuz. Über dem mittelsten Engel steht im reinsten Silberglanze der Abendstern. Unten ist in länglicher Füllung das allsehende Auge Gottes, vom heiligen Dreizack eingeschlossen [und] mit Strahlen umgeben. Kornähren und Weinranken neigen sich zu beiden Seiten gegen das allsehende Auge und deuten auf Leib und Blut dessen, der an das Kreuz geheftet ist.“

Die Ästhetik des Rahmens ist sinnstiftender Teil des Gesamtkunstwerkes und war im Ramdohr-Streit auch Objekt der Kritik des Kammerherrn Basilius von Ramdohr. Ramdohr bezweifelte die durch den Bildrahmen beförderte religiöse Allegorie der Landschaftsdarstellung. Dem im klassizistischen Kunstideal verhafteten Kritiker erschien die neue Kunstwahrnehmung der Romantik völlig fremd.    

„Hier muss der Rahmen erwähnt werden, der das Bild umgibt. Er steht in unmittelbarem Zusammenhange mit dem Gemälde und macht um so mehr einen integrierenden Teil desselben aus, als ohne ihn die Allegorie gar nicht verständlich sein würde und dieser Rahmen selbst den Aufsatz auf den Altar ausmacht. […] Der Rahmen ist ohne alles Verhältnis zu dem Bilde. […] Setzt man diese Emblematik mit der Allegorie des Gemäldes zusammen und erwägt die Tendenz des Ganzen, mit Aufopferung von Wahrheit und Geschmack eine zwar in sich verehrungswürdige, tröstende, aber gar nicht ästhetische Idee unserer Religion: Glauben an die geheimnisvollen Wirkungen des Abendmahls zu versinnlichen[…].“